# Microspio granulata
Microspio granulata är en ringmaskart som beskrevs av Blake och Kudenov 1978. Microspio granulata ingår i släktet Microspio och familjen Spionidae. Inga underarter finns listade i Catalogue of Life.